# Al-Akhdari
Sayyidi ʻAbd al-Raḥmān ibn Muḥammad al-Ṣaghīr ibn Muḥammad ibn Sayyidi ʿĀmir al-Akẖḍarī al-Bīsīkrī árabe :سيدي عبد الرحمن بن محمد الصغير بن محمد بن سيدي عمرو الأخضري, más conocido como Kabīlāt Al-Akẖḍariyah (árabe: قبيلة الأخضرية ), nacido en 1512 en Biskra, Argelia y fallecido en 1575 en Biskra, Argelia.

## Obras
Es el autor del famoso poema didáctico Al-Sullam al-murawnaq fī ʻilm al-manṭiq ("La escalera ornamentada a la Ciencia de Lógica").
El poema está compuesto de 144 líneas, una versificación del Kitab al-Isaghuji, Al-Abhari, perfila los principios de lógica aristotélica y explica qué la lógica podría ser utilizada para apoyar el credo islámico (aqidah) y jurisprudencia (fiqh).
Este trabajo se estudia en el mundo musulmán como primer texto de lógica y normalmente se lee junto con el comentario en prosa del propio Al-Akhdari.
Otra obra popular del Sheikh argelino es el mukhtasar Al-Akhdari, un tratado sobre la creencia, oración y purificación. Fue traducido del árabe al español por el profesor de hadith Abu Yusuf Abdul Hakim, el texto se encuentre actualmente en la web de descubreislam Archivado el 13 de julio de 2020 en Wayback Machine., se puede descargar pinchando aquí Archivado el 21 de diciembre de 2019 en Wayback Machine..
Es también conocido por haber escrito otro trabajo, "al-Jawhar ul-Maknun" o "Al-Jawahir al-Maknuna fi'l-ma'ni wa'l-bayan wa'l-badi'".

## Origen
Sheikh Sayyidi'Abd al-Raḥmān ibn Muhammad al-Akẖḍarī nació en Argelia, en una familia argelina árabe, Sherifian (descendiente noble) de la tribu árabe Banu al-Akhdari (árabe: بنو الأخضري) la región de Ibb en presente de Yemen en Argelia desde el @680s, más conocido en Argelia y Libia como Kābilāt Al-Akḥdārīyyāh (árabe: قبيلة الأخضرية).